# A Soldier’s Play
A Soldier’s Play – sztuka amerykańskiego dramaturga Charlesa Fullera. Fabuła opiera się na wątku kryminalnym, który stanowi pretekst do ukazania wpływu rasizmu na jednostkę. Akcja toczy się w jednostce wojskowej w Luizjanie. Sam autor zaznaczał, że dramat jest oparty na dziele dziewiętnastowiecznego prozaika Hermana Melville’a Billy Budd. Utwór został w 1982 wyróżniony Nagrodą Pulitzera w dziedzinie dramatu.